# Fosfofilit
Fosfofilit – minerał, uwodniony fosforan cynku. Nazwa pochodzi od jego składu chemicznego (fosforan) i greckiego słowa fyllon = liść, odnoszącego się do jego wyglądu.
Fosfofilit jest wysoko ceniony przez kolekcjonerów ze względu na swoją rzadkość i delikatny, niebiesko-zielony kolor. Jest nieczęsto obrabiany, ponieważ jest kruchy i łamliwy, a duże kryształy są zbyt cenne, by je podzielić. Jest minerałem przezroczystym do półprzezroczystego.
Występuje w pegmatytach bogatych w fosfor, produkt przeobrażenia fosforanów pierwotnych w obecności utleniających się kruszców cynku.
Najwyższej jakości kryształy fosfofilitu pochodzą z Potosí w Boliwii, ale już się go tam nie wydobywa. Występuje on także w New Hampshire (Stany Zjednoczone) i Hagendorf (Bawaria, Niemcy). Często znajdowany jest wspólnie z chalkopirytem, wiwanitem, kwarcem, sfalerytem, pirytem, syderytem, hopeitem, rockbridgeitem i tryfilitem.

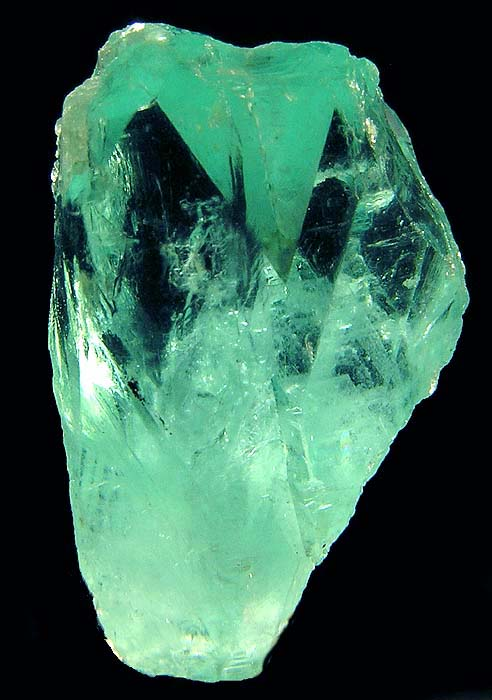
Bliźniaczy fosfofilit, Cerro de Potosí, Boliwia. 2,1 x 1,4 x 1 cm